# Wiesław Barej
Wiesław Barej (ur. 22 stycznia 1934 w Stoczku Łukowskim, zm. 14 listopada 2000 w Warszawie) – polski lekarz weterynarii, fizjolog zwierząt, profesor nauk weterynaryjnych, rektor SGGW, członek korespondent PAN.

## Życiorys
Pochodził z rodziny średniorolnego chłopa Bronisława i Leokadii z Bartosiaków. W 1957 ukończył SGGW. Należał do PZPR. W 1962 został doktorem nauk weterynaryjnych (rozprawa Wpływ mocznika na zawartość związków azotowych w żwaczu i dwunastnicy owiec), a w 1967 – doktorem habilitowanym (rozprawa Współzależność przemian w żwaczu i krwi owiec żywionych dawkami zawierającymi amoniakowe wysłodki buraczane, mocznik lub kazeinę). W 1976 został profesorem nadzwyczajnym, a od 1982 był profesorem zwyczajnym.
Od 1981 do 1987 był prorektorem SGGW ds. nauki, a następnie – do 1990 – był rektorem SGGW. Od 1994 członek korespondent Polskiej Akademii Nauk, od 1991 do 2000 sprawował stanowisko przewodniczącego Komitetu Nauk Weterynaryjnych PAN, w tym kierował Sekcją Chorób Niezakaźnych i Rozrodu w tym Komitecie. W reaktywowanym Towarzystwie Naukowym Warszawskim był od 1984 członkiem korespondentem, a od 1986 członkiem zwyczajnym.
Był autorem lub współautorem m.in. Zarys fizjologii produkcji zwierząt gospodarskich (1967, z G. Kulaskiem), Fizjologiczne podstawy produkcji zwierzęcej (1973, z S. Garwackim i G. Kulaskiem), Fizjologiczne podstawy żywienia przeżuwaczy (1990).
Był żonaty z Martą Szyndler.
Zmarł 14 listopada 2000 i 20 listopada został pochowany na starym cmentarzu na Służewie. 

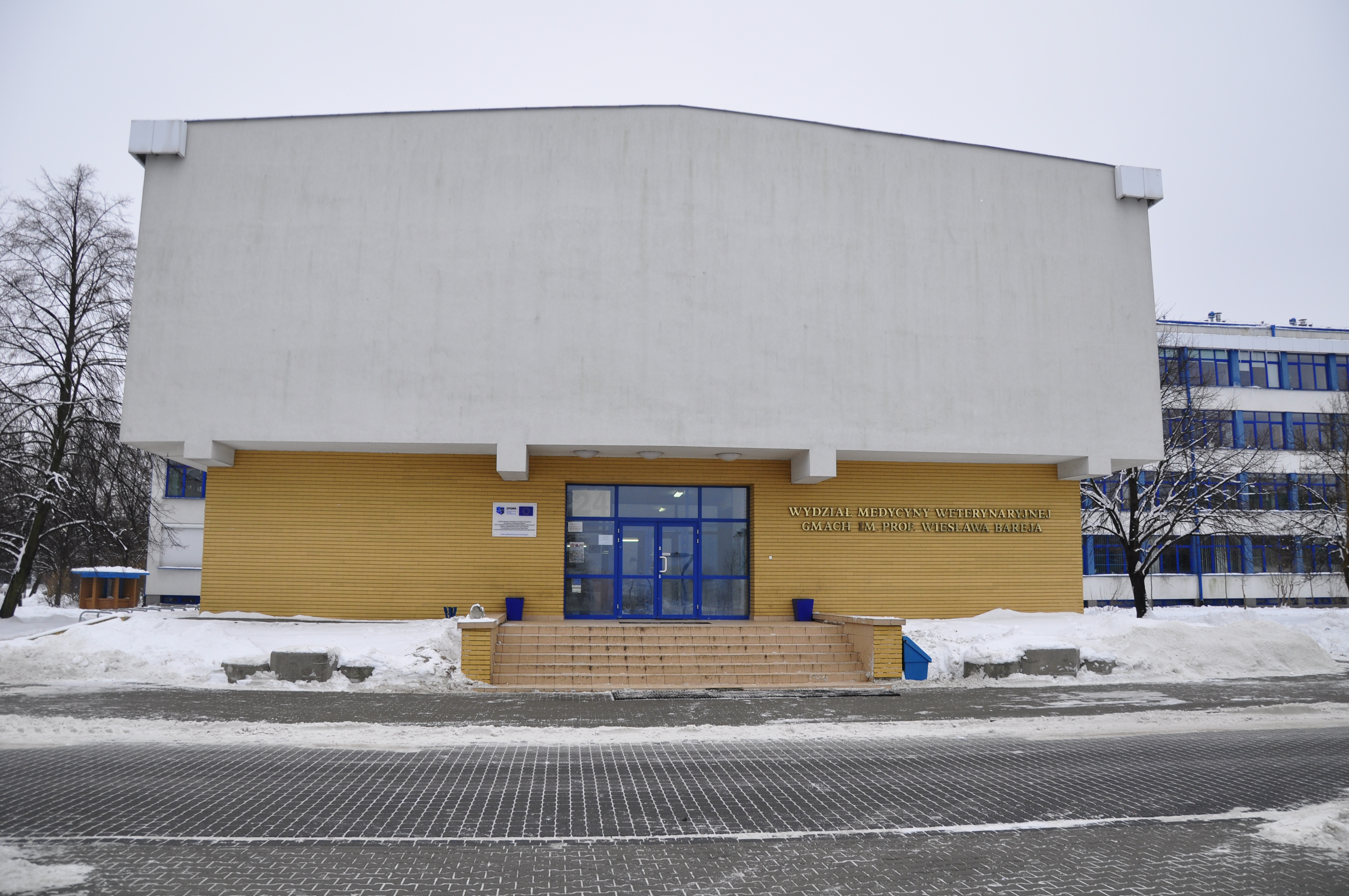
Budynek Wydziału Medycyny Weterynaryjnej im. prof. Wiesława Bareja

Na terenie kampusu SGGW na Ursynowie znajduje się budynek jego imienia.